# Endspiel (Beckett)
Endspiel (französisch Fin de partie, englisch Endgame) ist ein Drama von Samuel Beckett aus dem Jahr 1956. Das französische Original wurde vom Autor selbst ins Englische übertragen. Die Uraufführung des Einakters fand am 3. April 1957 im Royal Court Theatre in London statt, da sich in Paris zunächst kein Theater an das Stück heranwagte, obwohl Beckett nach dem Erfolg seines ersten Bühnenwerks Warten auf Godot als Dramatiker bereits etabliert war.
Die deutsche Premiere unter der Regie von Hans Bauer am 30. September 1957 im Schlossparktheater von Berlin stieß auf so großes Unverständnis, dass das Stück bereits nach acht Vorstellungen abgesetzt wurde. Erst Becketts eigene Inszenierung, zehn Jahre später in der Werkstatt des Schiller-Theaters in Berlin, brachte es auf 150 Vorstellungen und wurde von der Kritik gefeiert.

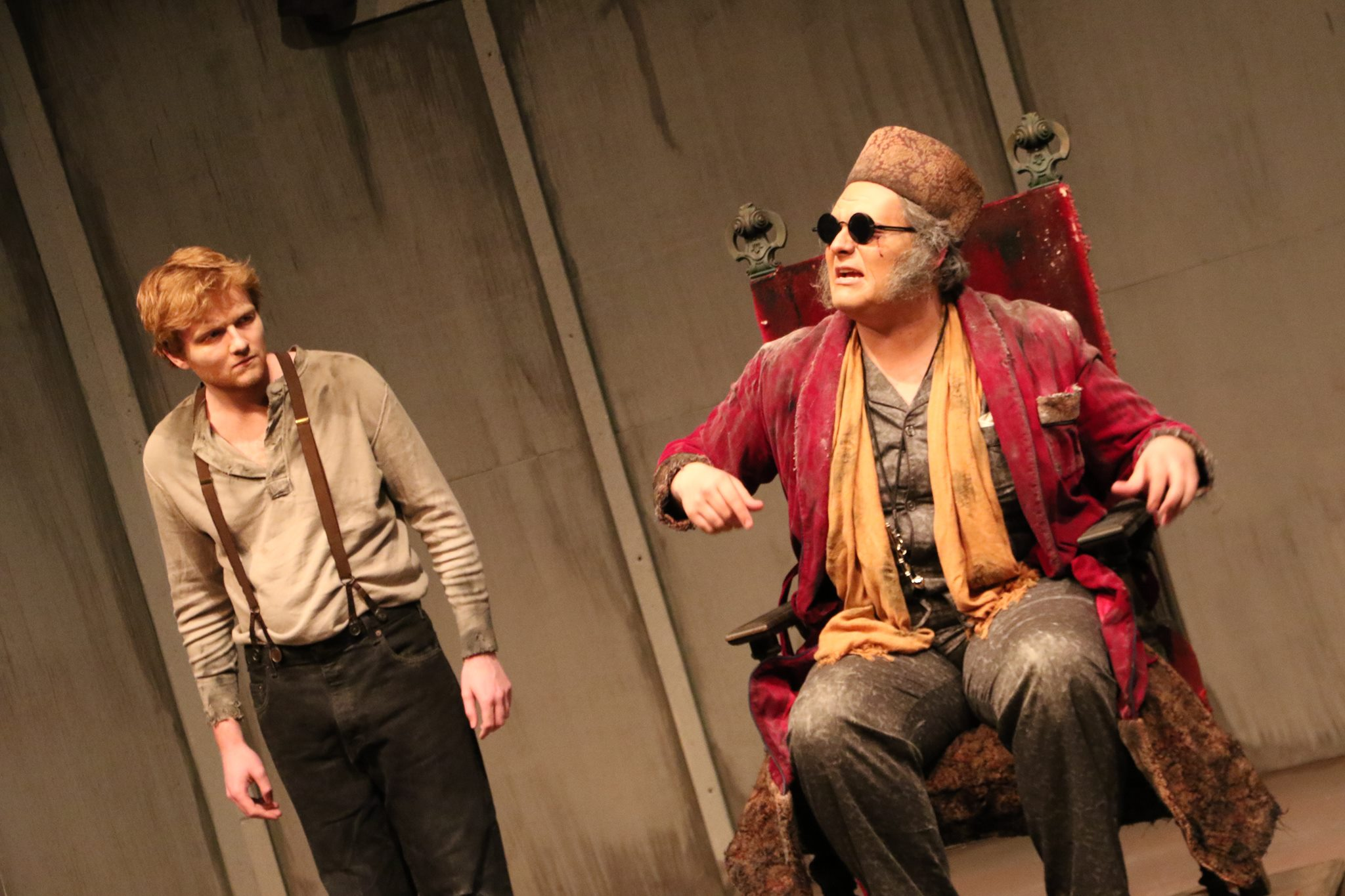
Endspiel im Gustavus Adolphus College 2016

## Handlung
Nach einer großen Katastrophe ist ein Teil der Welt zu Asche geworden, in anderen gibt es keine Bevölkerung, in wieder anderen viele Dinge des alltäglichen Lebens nicht mehr: Brei, Pralinen, Särge, Elektrizität, Hunde, Möwen, Wälder, Regen und Natur – die Zivilisation ist zerfallen. Von irgendwoher droht inzwischen eine neue Gefahr, die demnächst das endgültige Ende der Menschheit herbeiführen wird.
Vier Menschen leben in einem klaustrophobischen „Unterschlupf“, lediglich zwei kleine Fenster weit oben ermöglichen  den Blick nach außen, wo nichts mehr zu sehen ist. Die Überlebenden werden beherrscht vom blinden und gelähmten Hamm, der in einem Rollstuhl sitzt, weil er nicht stehen kann. Neben ihm wartet auf steifen Beinen Clov, den Hamm vor langer Zeit „wie einen Sohn“ aufgenommen hat und der ebenfalls nur noch mühsam gehen, aber auf keinen Fall sitzen kann. Hamms Eltern, Nagg und Nell, die bei einem Unfall ihre Beine verloren haben, hausen in zwei Mülltonnen.
Auch im Bewusstsein des unausweichlichen Endes tyrannisiert Hamm weiter die beengte Restumgebung mit seinen „Spielen“: So besteht er darauf, dass Clov seinen Rollstuhl „ungefähr“ und „so in etwa“ und, sich logisch ausschließend, zugleich „genau“ in den Mittelpunkt des Zimmers schiebt; er zwingt Clov zur Verwendung eines Fernglases beim Blick aus den Fenstern; er lässt sich von Clov einen Plüschhund anfertigen; er fordert von Clov eine „Erfindung“, der daraufhin beschließt, einen Wecker aufzuziehen; er nötigt alle noch Überlebenden still zu Gott zu beten; er zwingt Clov zu Nachfragen zu einer Geschichte: „Bohr doch weiter, Menschenskind!“; er verlangt von Clov das Fenster zu öffnen, obgleich er das Meer auch bei geöffnetem Fenster nicht hören würde.
Dieser Fokus auf Beherrschung und Kontrolle seiner Umgebung in einem schon „von jeher verlorenen Endspiel“ kontrastiert mit seiner Ahnungslosigkeit über die Ursache der globalen Katastrophe: „Alles ist ohne mich vorgegangen. Ich weiß nicht, was geschehen ist.“ Mit zynischem Fatalismus erklärt er eingreifendes Handeln für unmöglich: „Aber überlegen Sie doch, überlegen Sie, Sie sind auf der Erde, dagegen gibt es kein Mittel!“ Schließlich hat Hamm auch alle seine „Beruhigungsmittel“ aufgebraucht und er erkennt: „Es ist aus. Mit uns ist es aus.“
Die Beziehung zwischen Diener und Herr, zwischen Clov und Hamm, ist von gegenseitiger Abneigung geprägt. Clov hasst Hamm und möchte ihn verlassen, dennoch gehorcht er seinen Anweisungen: „Tu dies, tu das, und ich tu's. Ich weigere mich nie. Warum?“ Clov bringt nicht die Kraft auf, seinen Tyrannen zu verlassen oder sich seinen absurden Spielen zu verweigern. Die Befangenheit in der Perspektive der Unterwerfung, sein Funktionieren im gewohnten System ist für Clov wichtiger als sein Überleben. Die Anzeichen der Apokalypse nimmt er daher nur stoisch oder sogar mit einem Lachen hin. Clov quält sich mit diesem Dilemma, denn wenn er Hamm verlässt, muss dieser sterben, da Clov der einzige der Überlebenden ist, der ihn betreuen kann. Aber auch Clov würde dann sterben, da nur Hamm weiß, „wie der Speiseschrank aufgeht“.
Hamm verachtet seine „verfluchte[n] Erzeuger“, so wie auch sie ihn verachten. Nell, seine Mutter, ermutigt Clov, heimlich wegzugehen, wohl wissend, dass dies auch ihren Tod bedeuten würde. Die Worte Naggs, des Vaters, verraten sein Verhältnis zu Hamm: „Wen riefst Du, als du noch klein warst und Angst hattest, in der Nacht? Deine Mutter? Nein. Mich! Wir ließen dich schreien. Dann stellten wir dich weit weg, um schlafen zu können … Ich hoffe, so lange zu leben, dass ich dich mich rufen höre, wie einst, als du noch klein warst und Angst hattest, in der Nacht, und als ich deine einzige Hoffnung war.“ Tatsächlich ruft Hamm zum Ende des Stückes hin mehrmals: „Vater“, während er anfangs den „verfluchte[n] Erzeuger“ und seine Mutter wie Müll „entsorgen lassen“ wollte.
Schließlich ergibt sich Hamm in sein Schicksal und akzeptiert das Unvermeidliche: „Es ist zu Ende, Clov, wir sind am Ende. Ich brauche dich nicht mehr.“ In einem finalen Monolog gibt er sich seinen Erinnerungen und seinem Selbstmitleid hin. Clov wartet, bereit zu gehen, geht jedoch nicht.

## Historischer Kontext
Das Drama ist nach dem Korea-Krieg, nach der Niederlage Frankreichs und während des wachsenden Engagements der USA in Indochina, in einer heißen Phase des Kalten Kriegs entstanden. Parallel zu den ersten Entwürfen experimentierten die USA und die UdSSR mit ihren Atombomben. Beckett reduziert diesen Kontext der Entstehung des Stücks auf ein verrätseltes poetisches Bild der in Fatalismus sterbenden Welt.
Erwin Piscator schreibt in seiner Einleitung zu Rolf Hochhuths Der Stellvertreter und zu der auf das absurde Theater folgenden Theater-Generation des Dokumentationstheaters, dass zuvor, „in der absurden Konstruktion des menschlichen Daseins“, eine „Theorie der Auslöschung geschichtlichen Handelns“ vertreten worden sei, was all denen entgegenkomme, „die sich heute vor der Wahrheit der Geschichte, vor der Wahrheit ihrer eigenen geschichtlichen Handlungen drücken wollen.“ Dieser Expressionismus habe das „gewissermaßen Allegorische“ ungenau und lyrisch gesteigert, bis es „nach und nach phantastische, irreale Züge annahm.“ Damit umreißt er das Verständnisproblem auch beim Endspiel: Personifiziert Hamm die Ignoranz der Mächtigen gegenüber der drohenden Vernichtung? Und vielleicht Clov die Angst vor der rettenden Veränderung?

## Interpretationen

### Strukturanalyse
Der Gegensatz zwischen dem vollständigen externen Kontrollverlust und den internen Machtdemonstrationen Hamms im Unterschlupf ist die primäre und in vielen Facetten dominierende Struktur des Stückes. Das Überleben der Menschheit, der kategorische Handlungsimperativ überhaupt, wird auf der Bühne zu einer Folge von aus der Zeit gefallenen und dadurch irren Spielzügen, von die Bedrohung ignorierenden Anweisungen und gleichgültigem Gehorsam der noch Überlebenden vor dem Ende aller Zivilisation.
Hamm ist auf seinen Rollstuhl angewiesen, Clov bewegt sich nur auf wackligen Beinen und Hamms Eltern stecken sogar in ihren Mülltonnen fest – eine Bewegungs- und Handlungseinschränkung der dramatis personae mit allegorischer Funktion. Das unterstreicht auch Wolf Banitzki: „Um es noch einmal mit Nachdruck zu formulieren, Endspiel hat eine innere Struktur, in die man nicht eingreifen kann, ohne zu zerstören. Daher ist es notwendig, die Struktur zu ergründen, um sie interpretieren zu können. Beckett sah darin nichts Kompliziertes: 'Hamm ist ein König dieser von vornherein verlorenen Schachpartie. Er weiß von Anfang an, daß er durchsichtige, unsinnige Züge macht. Daß er mit solchen Patzern keinerlei Fortschritte macht. Jetzt am Schluß macht er ein paar unsinnige Züge, wie sie nur ein schlechter Spieler machen würde. Ein guter hätte längst aufgegeben. Er versucht nur, das unvermeidliche Ende hinauszuzögern. Jede seiner Gesten ist einer der letzten unnützen Züge, die das Ende hinausschieben. Er ist ein schlechter Spieler.'“

### Absurdes und Abstraktes Theater
Oftmals wird Endspiel als Beispiel für Absurdes Theater angeführt, Thomas Anz bezeichnet das Stück sogar als „radikalste Ausformung“ des Absurden Theaters. Martin Esslin liest das Stück als ein „Monodrama“, in dem eine alternde, wohlhabende Hauptfigur sich in ihre sich verselbständigenden Anteile aufspaltet und damit den Zerfall ihrer Persönlichkeit symbolisiert: Beckett offenbare uns damit das archetypische „Erleben der Zeitlichkeit und der Vergänglichkeit“ und vermittle das Gefühl „der Hoffnungslosigkeit, das den Menschen in Zuständen tiefer Depression befällt.“
Kindlers Neues Literatur Lexikon greift das auf: „Die menschliche Existenz als Grenzsituation zwischen Leben und Tod, Gestalten, die auf der ewig enttäuschten Illusion des Wartens beharren oder in tragikomischer Hilflosigkeit die Gewissheit ihres Verfalls überspielen – darum geht es in allen Stücken Becketts.“ Diese Interpretation löst damit das Stück aus allen Bezügen seines Entstehungszusammenhangs und vermittelt den Eindruck, es hätte z. B. auch von Aristophanes geschrieben werden können.
Dagegen distanzieren sich Aleksandra Kwasnik und Florian Dreyßig vom Etikett „Absurdes Theater“ für Becketts Stücke: „Absurd, das lohnt die Richtigstellung, war nie sein Theater. […] Absurdität, das war Becketts Thema, der Mensch als Witz im Kosmos, das er mit den Mitteln des Theatern konventionell spielen ließ.“ Auch Wolfgang Hildesheimer mahnt, man dürfe die Darstellung von Absurdem nicht mit einer absurden Darstellung verwechseln. Daher muss bei Beckett unterschieden werden zwischen einem absurden Theater als Begriff einer Kritik der Darstellung und einem Theater des Absurden als Begriff einer Darstellung von Kritik, die ein als absurd/abwegig/töricht angesehenes Verhalten dramatisch gestaltet.
Konrad Schoell versucht daher, sich diesem Dilemma des so strukturiert, so logisch, so planmäßig entworfenen Absurden durch einen neuen Begriff zu entziehen: Samuel Becketts Dramen seien Beispiele für abstraktes Theater. Für einen Dramentext (wenn auch nicht für die Aufführung) gelte, dass die Figuren nicht notwendigerweise „handelnde“ Figuren seien müssten, dass die „Handlung“ auch auf der Stelle treten könne, ohne ein Ziel zu erreichen. Ein solches Drama sei dann ein „abstraktes Drama“: Bei Beckett sei eine „Reduktion der Figuren und ihres Handlungsspielraumes“ festzustellen. „Wenn auch alle genannten Texte noch eine 'Geschichte' zu zeigen oder zu berichten haben, führt die Konzentration des Raums, der Personenzahl und vor allem ihrer Handlungsfähigkeit zu einer Art Abstraktion.“

### Namenssymbolik
Interpreten haben darauf hingewiesen, dass der Name „Hamm“ die abgekürzte Form des englischen Wortes „hammer“ sei und die drei anderen Namen für das Wort „Nagel“ stünden: „Nagg“ für die deutsche, „Nell“ („nail“) für die englische und „Clov“ („clou“) für die französische Version. Das Endspiel sei also „ein Spiel für einen Hammer und drei Nägel“. 1967 stellte Ernst Schröder, der Darsteller Hamms, Samuel Beckett während der Generalprobe zum Endspiel die Frage, ob diese Interpretation zutreffend sei. Der Autor soll geantwortet haben: „Wenn Sie so wollen.“ Konrad Schoell und Martin Esslin zufolge verweist der Name Hamm auf den englischen Begriff „ham actor“ (deutsch: „Schmierenkomödiant“). Unklar bleibt bei diesem Ansatz dennoch die Bedeutung der Namen für eine Interpretation des Stücks.

## Inszenierungen
Endspiel wurde von den Schauspielern Jean Martin und Roger Blin in Auftrag gegeben und von ihnen am 3. April 1957 am Royal Court Theatre in London in der ersten, französischen Fassung uraufgeführt. Die deutsche Erstaufführung war am 30. September 1957 im Schlosspark-Theater in Berlin (Regie: Hans Bauer. Darsteller: Bernhard Minetti, Rudi Schmitt, Werner Stock und Else Ehser). In Becketts eigener Inszenierung, die am 25. September 1967 in der Werkstatt des Schiller-Theaters Premiere hatte, wirkte Werner Stock ebenfalls mit, neben Ernst Schröder, Horst Bollmann und Gudrun Genest. Die Inszenierung, die Joël Jouanneau 1995 am Théâtre Vidy-Lausanne mit Heinz Bennent, David Bennent, Mireille Mossé und Jean-Claude Grenier herausbrachte, wurde beim Festival von Avignon und im Rahmen einer Tournee mit über 100 Aufführungen auch in Deutschland (in deutscher Sprache) gezeigt. Unter Regie von Stefan Pucher wurde 2011 Endspiel am Schauspielhaus Zürich inszeniert. Am Wiener Akademietheater hatte im September 2016 eine Inszenierung von Dieter Dorn mit Nicholas Ofczarek und Michael Maertens Premiere, die zuvor bei den Salzburger Festspielen zu sehen gewesen war. Robert Wilson inszenierte das Stück mit Premiere am 3. Dezember 2016 am Berliner Ensemble. Im Deutschen Theater Berlin läuft seit 2007 Jan Bosses Inszenierung mit Ulrich Matthes und Wolfram Koch.

## Musik
Zu Endspiel schrieb Philip Glass 1984 eine Ouvertüre für Kontrabass und Pauken.
György Kurtág vertonte das Stück mit eigenem Libretto in französischer Sprache unter dem Titel Fin de partie. Die Uraufführung fand am 15. November 2018 am Teatro alla Scala statt.

## Ausgabe
- Samuel Beckett: Endspiel / Fin de partie / Endgame. Suhrkamp, Frankfurt am Main 1974, ISBN 3-518-36671-8.